# راه دیگری برای محبت
راه دیگری برای محبت (به هندی: Yeh Raaste Hain Pyaar Ke) یا این راه عشق است فیلمی محصول سال ۲۰۰۱ و به کارگردانی دیپاک شیوداسانی است. در این فیلم بازیگرانی همچون مادهوری دیکشیت، اجی دیوگن، پریتی زینتا، سانی دیول ایفای نقش کرده‌اند.